# Uzbequistão nos Jogos Olímpicos de Inverno de 2014
O Uzbequistão participou dos Jogos Olímpicos de Inverno de 2014, realizados na cidade de Sóchi, na Rússia. Foi a sexta aparição do país em Olimpíadas de Inverno.

## Desempenho

### Esqui alpino
Feminino
| Atleta            | Evento         | Resultado  | Resultado  | Resultado | Resultado |
| Atleta            | Evento         | 1ª descida | 2ª descida | Total     | Pos.      |
| ----------------- | -------------- | ---------- | ---------- | --------- | --------- |
| Kseniya Grigoreva | Slalom         | 1:07.77    | DNF        | DNF       | DNF       |
| Kseniya Grigoreva | Slalom gigante | 1:34.56    | 1:36.98    | 3:11.54   | 64º       |

Masculino
| Atleta        | Evento         | Resultado  | Resultado  | Resultado | Resultado |
| Atleta        | Evento         | 1ª descida | 2ª descida | Total     | Pos.      |
| ------------- | -------------- | ---------- | ---------- | --------- | --------- |
| Artem Voronov | Slalom         | 1:00.42    | 1:10.54    | 2:10.96   | 39º       |
| Artem Voronov | Slalom gigante | 1:37.09    | 1:38.36    | 3:15.45   | 67º       |

### Patinação artística
| Atleta   | Evento               | Programa curto | Programa curto | Programa longo | Programa longo | Total  | Total |
| Atleta   | Evento               | Pontos         | Pos.           | Pontos         | Pos.           | Pontos | Pos.  |
| -------- | -------------------- | -------------- | -------------- | -------------- | -------------- | ------ | ----- |
| Misha Ge | Individual masculino | 68.07          | 18º            | 135.19         | 17º            | 203.26 | 17º   |

Legenda
| Recorde mundial      | Recorde mundial (World record)               |                       | Recorde africano                      | Recorde africano (African) |                                           | Q | Classificado por posição (Qualified) |
| Recorde olímpico     | Recorde olímpico (Olympic record)            | Recorde da América    | Recorde da América (Americas)         | q                          | Classificado por melhor tempo (Qualified) |   |                                      |
| Melhor marca do ano  | Melhor marca do ano (World leading)          | Recorde asiático      | Recorde asiático (Asian)              | DNS                        | Não largou (Did not start)                |   |                                      |
| Recorde nacional     | Recorde nacional (National record)           | Recorde europeu       | Recorde europeu (European)            | DNF                        | Não terminou (Did not finish)             |   |                                      |
| Recorde pessoal      | Recorde pessoal do atleta (Personal best)    | Recorde da Oceania    | Recorde da Oceania (Oceania)          | DSQ / DQ                   | Desclassificado (Disqualified)            |   |                                      |
| Recorde da temporada | Recorde da temporada do atleta (Season best) | Recorde sul-americano | Recorde sul-americano (South America) | NM                         | Sem marca (No mark)                       |   |                                      |